# George Newberry
George Albert Newberry, född 6 mars 1917, död 29 december 1978, var en brittisk tävlingscyklist.
Newberry blev olympisk bronsmedaljör i lagförföljelse vid sommarspelen 1952 i Helsingfors.